# Pieni-Uva
Pieni-Uva är en sjö i Finland. Den ligger i kommunen Ristijärvi i landskapet Kajanaland, i den centrala delen av landet, 500 km norr om huvudstaden Helsingfors. Pieni-Uva ligger 150 meter över havet. Den är 13 meter djup. Arean är 52 hektar och strandlinjen är 5,75 kilometer lång. Sjön  ingår i Uleälvens huvudavrinningsområde. 